# Wechselappellationsgericht Aschaffenburg
Das Wechselappellationsgericht Aschaffenburg war ein Handelsgericht zweiter Instanz in Aschaffenburg.

## Geschichte
1838 wurde das Wechselappellationsgericht Würzburg nach Aschaffenburg verlegt und als Wechselappellationsgericht Eichstätt weitergeführt. Es war für den Untermainkreis außer dem Gebiet der Stadt Nürnberg und der ehemaligen preußischen Gebiete zuständig. Nachgeordnete Wechselgerichte im Sprengel waren das Wechselgericht Aschaffenburg und das Wechselgericht Würzburg.
Mit dem Gerichtsverfassungsgericht vom 1. Juli 1856 wurden die Wechselappellationsgerichte den Bezirksgerichten angegliedert. Die richterlichen Mitglieder waren Richter der Bezirksgerichte, ihnen waren Assessoren aus dem Kaufmannsstand beigeordnet. Die Wechselappellationsgerichte führten aber eigene Titel und Siegel. Das Wechselappellationsgericht Aschaffenburg blieb für seinen bisherigen Sprengel verantwortlich.
Als zum 1. Juli 1862 das Allgemeine Deutsche Handelsgesetzbuch in Kraft trat, wurde das Handelsappellationsgericht Nürnberg das alleiniges Handelsappellationsgericht für die rechtsrheinischen Teile von Bayern. Das Wechselappellationsgericht Aschaffenburg wurde aufgehoben.